# Jennifer Paige (album)
Albums de Jennifer Paige
Positively Somewhere
(2001)
Singles
1. Crush
Sortie : 16 juin 1998
2. Sober
Sortie : 19 février 1999
3. Always You
Sortie : 12 juillet 1999

Jennifer Paige est premier album de Jennifer Paige sorti en 1998.

## Liste des pistes
1. Crush (Goldmark, Mueller, Cosgrove, Clark) – 3:19
2. Questions (Paige, Goldmark, Mueller) – 4:15
3. Always You (Goldmark, J.D. Martin) – 4:05
4. Get To Me (Paige, Goldmark, J.D. Martin) – 4:01
5. Busted (Goldmark, Mueller) – 3:48
6. Sober (Goldmark, Kirkpatrick) – 4:05
7. Between You And Me (Goldmark, Houston) – 4:00
8. Let It Rain (Goldmark, Mueller, Hess) - 4:15
9. Just To Have You (Paige, J.D. Martin, Goldmark) - 4:16
10. Somewhere, Someday (Goldmark, Mueller) - 3:58
11. Always You (Remix) (Goldmark, J.D. Martin) – 4:05